# W12 (silnik)

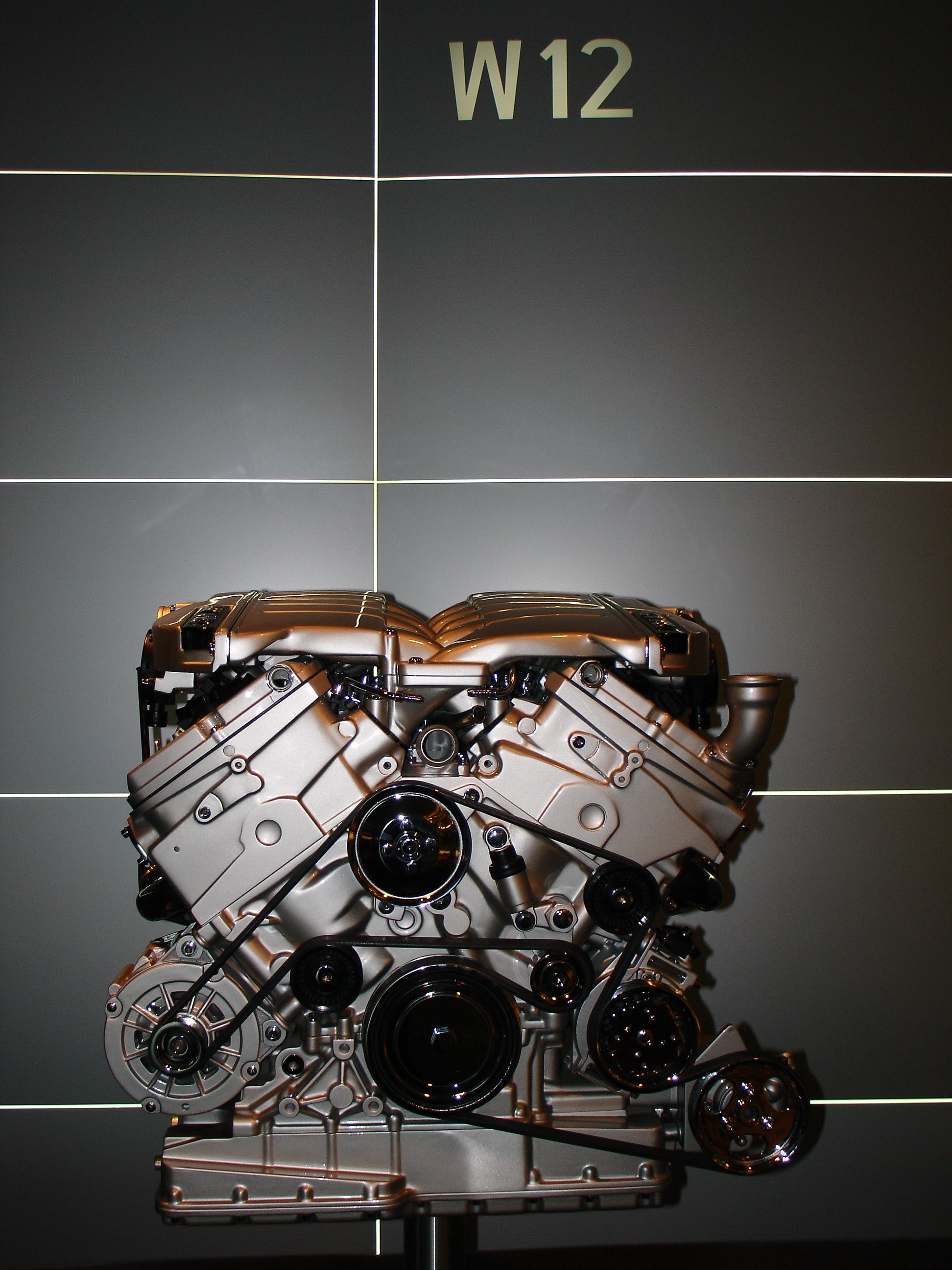
Jednostka W12 Volkswagena

W12 – oznaczenie silnika widlastego o układzie typu W składającego się z 12 cylindrów. Najczęściej kąt zawarty pomiędzy rzędami cylindrów wynosi 72°. Stosowany jest najczęściej do segmentu G, czasami F. Producentem jest Volkswagen i Audi.
Używany jest do Bentleya Continental GT, Audi A8, Volkswagen Phaeton oraz modelu Touareg i Bentley Continental Flying Spur. Zamontowano go również do następujących samochodów koncepcyjnych: Volkswagen W12, Volkswagen Golf GTI W12-650 (z roku 2007). Zaczęto go stosować w latach 90.

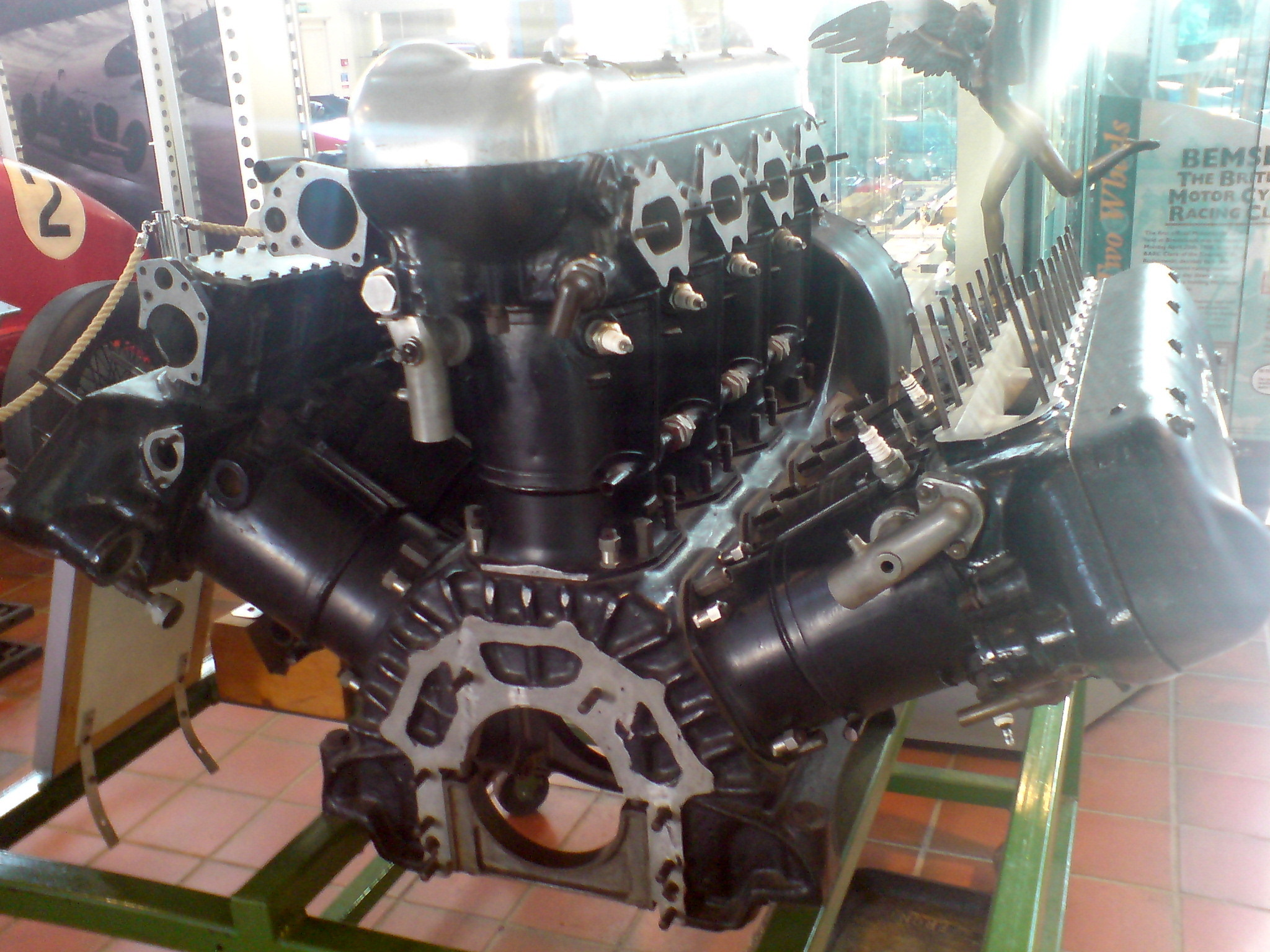
Silnik W12